# 六鞍斑南鰍
六鞍斑南鰍（學名：Schistura sexnubes）為輻鰭魚綱鯉形目條鰍科南鰍屬的其中一種。分布於亞洲中國雲南省瀾滄江
流域，體長可達4.8公分，棲息在水流快速的河川底層水域，生活習性不明。

## 扩展阅读
維基物種上的相關：六鞍斑南鰍